# Po' Metra Crijeva
Po' Metra Crijeva (PMC) hrvatski je heavy metal sastav. Inspiraciju crpe iz istarskih legendi, mitova i priča, a glazbu rade pod utjecajem tradicijske glazbe sjevernog jadranskog primorja.

## Povijest
Sastav je osnovan 2003. kao projekt riječkih bandova One Piece Puzzle i Hesus Attor.
Bend su osnovali Č.R.U. (vokal) i Aywar Groszcgrock Istradamus (gitara) na plaži u Medveji.
O nastanku benda Jasen je za H-Alter 2018. rekao: Bend je nastao tako što smo bili na kupanju i netko je izletio iz vode ispuštajući black metal vrisak opsovao. Smijali smo se i skužili da nema bendova koji furaju čakavske psovke kroz žestoku glazbu. Našli smo se, brzo napravili pjesme, išli snimiti i to je bilo to, dosta lagano od samih početaka. Čakavsko narječje je prirodni nastavak primorske glazbe, koja paše uz metal jer je molska i ima tu zlu disonancu, zvuči autentično. Čakavski ima i posebnu vrstu humora.
Jasen je slušao istarsku glazbu u školi, na kazetama, pjevao je u i zboru, a klavijaturist Šaman, koji je jedini formalno glazbeno obrazovani član benda, cijeli život svira primorsku glazbu i ima o njoj pozamašnu količinu znanja. Prema Jasenu, Šaman je taj koji zvuk transformira u njihovu specifičnu kombinaciju.
Krilatica benda je od početka bila "Smrt ozbiljnom metalu", u smislu da mogu propitivati metal, da se ne radi o dogmi. Tvrde da je metal izolirana i često konzervativna zajednica te da postoji i (isforsirani) gard opakosti na sceni. Smatraju da se u glazbi treba uživati. Žele se dobro osjećati i žele to i pokazati.
Članovi kažu da "inspiraciju crpe iz istarskih legendi, mitova i priča, a glazbu rade pod utjecajem istarske ljestvice, death metala i punka te trenutnog stanja u društvu". 
Zvuk sastava je specifična mješavina death, thrash, black i doom metala, punka, i etno melosa ukomponiranog s čakavskim narječjem. Zvukom benda, uz čakavsko narječje i žestoke gitare, dominira zvuk sopile, tradicionalnog primorskog instrumenta čije je autentično sviranje dio UNESCO-ovog popisa nematerijalne svjetske baštine u Europi.  U pojedinim pjesmama sarkastičnost i crni humor izlaze iz sjene i dominiraju glazbom zabavljajući slušatelje što je i općeniti cilj glazbe benda. U albumu iz 2018. glazba iz neozbiljne i zabavne prelazi u jezovitu i mračnu ili u krajnje ironičnu ili pak realnu.
Aktivno su svirali do 2007., kad su zbog djelovanja matičnih bandova prestali.

## Albumi
Album "Ča metal", odnosno revitalizaciju benda potaknuo je Criss Kolacio koji ih je pitao da naprave komad muzike za njegov film Je Lektrika Ubila Štrige, priču o fantastičnim bićima Istre (štrige, štriguni, more, štrolige, krsnici, vile, vukodlaci). Jedna njihova pjesma na kraju je završila na odjavnoj špici filma. To ih je je potaknulo da sviraju i stvaraju dalje. Na premijeri filma u Rijeci imali su svirku. Iznenadilo ih je što je velik dio publike bio zainteresiran za samu glazbu. U jesen 2017. godine Č.R.U. i Armageljon Espaljon odlučili su se za nastavak rada i okupili su Tomislava Nipriju, Šamana Šamanića te Ogana Keksbura.
Spot za Čižićku Rapsodiju, izašao je u rujnu 2022. godine, kao prvi najavni spot za novi album i krajem 2022. godine PMC osvaja tri nagrade stručnog žirija na 44. riječkom Rirock festivalu. Nagradu za spot godine, singl godine i bend godine. Spot za pjesmu Prokjeti Pust izlazi u veljači 2023., kao zadnji spot prije albuma Boškarin IV, koji je na vinilu izašao za pulski No Profit Recordings 17. travnja 2023., dok je istovremeno dostupan na CD-u i svim velikim streaming servisima.
Krajem 2023. album je ušao u top 10 izdanja na regionalnim glazbenim portalima i bio je ukjučen u popise vrhunskih albumskih ostvarenja, osvajajući daljnje nagrade na Rirock festivalu, dok je pjesma Metal je Ča!, skladana za festival Melodije Istre i Kvarnera osvojila nagradu Nello Milotti Roženice HR Radio Pule za najprimjerenije zastupljen istarsko-primorski tradicijski izričaj na festivalu.

## Članovi
- Črno Rešetarsko Urlikalo (Č.R.U.) – vokal
- Aywar Groszcgrock Istradamus – gitara
- Tomislav Niprija – bubanj
- Ogan Keksburg – bas gitara
- Armageljon Espaljon – gitara
- Šaman Šamanić – sopile, klavijature

Izvori:

## Diskografija

### Studijski albumi
- Črne Besede va kastavskih šumah (2003.)
- Metal Va Guzice (2005.)
- Ča Metal (2018.)
- Črne Besede va Kastavskih Šumah reizdanje (2019.)
- Metal Va Guzice reizdanje (2020.)
- Boškarin IV (No Profit Recordings, 17. travnja 2023.)
- Metal je ča! (Melodije Istre i Kvarnera, 2023.)

## Vanjske poveznice
- Po' metra crijeva na Bandcampu
- https://www.youtube.com/pometracrijva
- https://www.facebook.com/PoMetraCrijeva
- https://twitter.com/pometracrijeva
- https://open.spotify.com/artist/4vOCJIDrBoySfNoEqhXIDw